# 斉藤芳郎
斉藤 芳朗（さいとう よしろう、1958年12月 - ）は、日本の弁護士（福岡県弁護士会所属、登録番号20132）。福岡県弁護士会副会長、同会長を経て、2016年から日本弁護士連合会の副会長を務める。福岡県弁護士会所属。徳永・松崎・斉藤法律事務所代表弁護士。代表の事務所は東京の長島・大野・常松法律事務所（東京・千代田）と2015年に業務提携を行っている。

## 経歴
- 1982年 - 早稲田大学法学部卒業。
- 1987年 - 司法研修所（第39期）修了。
- 1987年 - 福岡県弁護士会にて弁護士登録。
- 2005年 - 徳永・松崎・斉藤法律事務所 代表弁護士。
- 2007年 - 福岡県弁護士会副会長。
- 2015年 - 福岡県弁護士会会長[5]。
- 2016年 - 日本弁護士連合会副会長。

## 著書
- 『最高裁労働判例問題点とその解説第II期（1）』（共著、日経連）

　～神戸弘陵学園事件ほか1件-契約期間の満了と雇い止め
- 『最高裁労働判例問題点とその解説第II期（2）』（共著、日経連）

　～朝日火災海上保険事件-労働条件に関する黙示の合意の認定事例
- 『日弁連平成10年度研究叢書』（共著、第一法規）

　～法人破産の管財業務に必要な税務の基礎知識
- 『解雇・退職の判例と実務』（共著、第一法規）

　～適格性・勤務態度不良による解雇
- 『通常再生の実務Q&A120問』（共著、きんざい）

　～リース契約の取扱
- 『現代労務管理要覧』（共著、新日本法規）

　～下請労働者の労災に関する損害賠償正規人、派遣労働者と労働安全衛生法 ほか